# Добыча золота в Никарагуа
Добыча золота в Никарагуа — одна из отраслей экономики Никарагуа.

## История
Обитавшие на территории современной Никарагуа индейцы из племени чолутеков умели плавить золото ещё до начала завоевания в 1522 году территории конкистадорами. В 1523 году эти земли были включены в состав испанских колоний, а в 1524 году Хиль Гонсалес Давила отправил в Панаму рабов и золото. 
О наличии на территории Никарагуа месторождений золота стало известно в XIX веке, к концу XIX века было установлено, что месторождения находятся в верховьях рек в восточной части страны, однако в связи со сложными условиями (неблагоприятный климат и тропические леса), исследование региона проходило медленно.
В 1877 году правительством страны был принят кодекс о добыче полезных ископаемых (Codigo de mineria), основой для которого являлось законодательство Испанской империи.
В 1889 году образцы золота с месторождений на территории Никарагуа были представлены на Всемирной выставке в Париже, но и в следующие годы золотодобыча развивалась медленно из-за сложных природно-климатических условий, отсутствия дорог и нехватки рабочих. По состоянию на 1892 год, добыча золота находилась под контролем компаний США.
С начала XX века страна окончательно превратилась в колонию США, её экономика была подчинена интересам крупных американских корпораций и кредитно-финансовых институтов. Кроме того, в период с 1912 до 1925 года и с 1926 по 1933 год Никарагуа была оккупирована войсками США.
4 мая 1927 года под руководством генерала А. Сандино началась национально-освободительная война. 30 июня 1927 года Сандино с 50 сторонниками занял принадлежавшую американцам золотую шахту "San Albino" в департаменте Нуэва-Сеговия (поставки золота американцам были прекращены, со склада изъяли 500 фунтов динамита с детонаторами и бикфордовым шнуром, а часть рабочих прииска и жителей окрестных селений присоединились к сандинистам).
Мировой экономический кризис 1929—1933 годов серьёзно обострил проблемы экономики и Никарагуа (в 1928—1932 гг. объём экспорта сократился на 62 %), и США (в результате, среди американских собственников шахт произошли изменения).
В апреле 1931 года партизаны Сандино взорвали шахту американской компании «Ла Лус и Лос Анхелес майнинг компани» (одним из совладельцев которой был бывший государственный секретарь США Филэндер Чейз Нокс, санкционировавший отправку войск США в Никарагуа в 1909 году).
После убийства А. Сандино в феврале 1934 года в стране была установлена диктатура семейства Сомоса. В 1935 году американская компания «The New York and Honduras Rosario Mining Company» скупила собственность нескольких других компаний США, которым принадлежали права на добычу золота и полезных ископаемых на территории Никарагуа (в частности, шахты и рудники «Bonanza», ранее принадлежавшие американской компании «Eden Mining Company»).
Шахта по добыче золота «El Albino» перешла в собственность диктатора А. Сомосы.
В 1936 году А. Сомоса предоставил компаниям США дополнительные льготы. В результате, концессии на разработку полезных ископаемых оказались в собственности компаний США. 22 июня 1936 года «The New York and Honduras Rosario Mining Company» подписала контракт с правительством Никарагуа о ведении работ в департаменте Селайя, а 11 сентября 1936 года передала эти права американской компании «Neptune Gold Mining Company».
Во второй половине 1930-х годов добычей золота занимались компании из Великобритании и США, объёмы добычи составляли около 3 тонн золота в год.
После начала второй мировой войны в сентябре 1939 года влияние США в Никарагуа значительно возросло, а европейские страны окончательно утратили свои позиции. 10 июля 1940 года А. Сомоса продлил срок действия соглашения о добыче золота компании «Neptune Gold Mining Company» до 23 июля 1946 года, а в 1946 году — продлил до 23 июля 1951 года.
В 1951 году в стране добыли 7,8 тонн золота, всё оно было вывезено в США, в 1953 году добыли 7,4 тонн золота, в 1956 году - 6,8 тонн золота.
Под влиянием победы в январе 1959 года революции на Кубе в стране усилилась борьба против диктатуры Сомосы. В 1959 году в Манагуа состоялась всеобщая забастовка, в 1960 имело место вооружённое восстание, в следующие годы политическая обстановка в стране настолько накалилась, что Л. Сомоса Дебайле был вынужден сделать уступку демократическим силам и разрешил деятельность профсоюзов (в том числе, в горной промышленности).
По меньшей мере до 1960-х годов добыча золота велась вручную без применения средств механизации. В 1961 году в стране добыли 7,1 тонн золота, всё оно было вывезено в США и Великобританию.
В 1960е — 1970е годы добыча золота оставалась значимой отраслью экономики страны, но объёмы добычи были невелики и общее значение всей горнорудной промышленности постепенно снижалось.
В 1968 году сопровождавшийся ливневыми дождями тропический ураган частично разрушил и затопил золотую шахту в районе селения Сиуна, принадлежавшую компании «La Luz Mines Ltd.», в результате наводнения оказалась также разрушена обеспечивавшая шахту энергией гидроэлектростанция. В результате, шахта была закрыта. В 1976 году было добыто 1,3 тонн золота.
В последние годы правления семейства Сомоса добыча золота осуществлялась компанией "Эль Сетентрион" (с формально-юридической точки зрения не являвшейся американской компанией, но контрольный пакет в размере 60,5% акций этой компании принадлежал американской компании "Норанда майнз").
После победы Сандинистской революции 19 июня 1979 года правительство страны приняло закон о национализации собственности семейства Сомоса. В дальнейшем, в ноябре 1979 года был принят декрет № 137 об отмене концессий на добычу полезных ископаемых, выданных семейством Сомоса и национализации горнодобывающей промышленности. Иностранным компаниям была предложена компенсация — их имущество планировалось выкупить с предоставлением 6,5-процентных облигаций государственного образца с пятилетним сроком погашения. Была создана Никарагуанская корпорация по разработке полезных ископаемых (CONDEMIN).
В дальнейшем, в связи с начавшейся в 1980 году войной против «контрас» (имевших базы на территории Гондураса в непосредственной близости от района золотодобычи и неоднократно предпринимавших попытки захватить территорию, на которой находились шахты), возможности по добыче золота осложнились.
В 1985 году при содействии Болгарии была расширена обогатительная фабрика "Bonanza".
В 1980-е годы золото в стране добывалось в небольших объёмах, кроме того, в это время было отмечено, что месторождения уже частично выработаны.
В соответствии с декретом № 377 от 10 июня 1988 года была создана государственная корпорация INMINES, в ведение которой перешли все золотодобывающие шахты («Bonanza», «Rosita» и «Siuna»).
25 февраля 1990 года президентом страны стала Виолета Барриос де Чаморро, при поддержке США начавшая политику неолиберальных реформ. Чаморро подписала закон № 127 об иностранных инвестициях (разрешавший иностранным компаниям добычу полезных ископаемых — в том числе, золота), публично извинилась перед США за национализацию компаний США и выступила с заявлением, что национализация компаний США была ошибкой. В июле 1992 года она подписала соглашение о возвращении американской компании «Neptune» шахты «Bonanza», в июне 1993 года шахта «Siuna» была передана американской компании «Rosario Mining Corp.», позднее в собственность США перешла шахта «Rosita». В результате действий правительства Чаморро налоговые поступления в бюджет снизились, в стране начался экономический кризис, сопровождавшийся деиндустриализацией (к 1994 году доля сельского хозяйства увеличилась до 32,8% ВВП, промышленности - сократилась до 17,3% ВВП).
В начале XXI века добыча золота в стране сокращалась (3,65 тонн в 2001 году; 3,67 тонн в 2005 году; 1,22 тонн в 2008 году), но с 2009 года в связи с ростом мировых цен на золото и притоком иностранных (преимущественно канадских) инвестиций начала возрастать (1,34 тонн в 2009 году и свыше 2 тонн в 2010 году).
Начавшаяся в 2020 году эпидемия коронавируса COVID-19 (в марте 2020 года распространившаяся на территорию Никарагуа) привела к введению противоэпидемических мероприятий и сокращению грузоперевозок. В результате, добыча и экспорт золота временно снизились - но в 2021 году экспорт золота составил 348 532 унций. В 2022 году планировалось увеличить объёмы добычи золота, но 17 июня 2022 года министерство финансов США ввело санкции против никарагуанской государственной компании ENIMINAS, в ведении которой находились вопросы добычи полезных ископаемых. 24 октября 2022 года США ввели новые санкции против горнодобывающей и золотодобывающей промышленности Никарагуа (компаниям США было запрещено сотрудничать с золотодобывающей промышленностью Никарагуа). После этого, 22 ноября 2022 года британская компания «Condor Gold» объявила о продаже золотой шахты «La India» в департаменте Леон.

## Современное состояние
В 2010 - 2022 годы добыча золота являлась главной отраслью горнодобывающей промышленности Никарагуа.
Основными центрами добычи являлись Бонанса (в муниципалитете Бонанса, автономный округ Атлантико-Норте; разрабатывается американской компанией «Hemco Nicaragua»), Лимон в департаменте Леон и Ла-Либертад в департаменте Чонталес (с 2009 года оба месторождения разрабатываются канадской компанией «B2Gold Corp.»).